# Lista över MTG:s TV-kanaler
Detta är en lista över TV-kanaler ägda av Modern Times Group, men även TV-kanaler inom Kinneviksfären innan bildandet av MTG.

## Fri-TV

### Danmark
- TV3 Danmark
- TV3+ Danmark
- TV3 Puls
- TV3 Sport

### Estland
- TV3 Estland
- 3+ Estland

### Lettland
- TV3 Lettland
- 3+ Lettland

### Litauen
- TV3 Litauen
- Tango TV (Litauen)

### Norge
- TV3 Norge
- Viasat 4
- TV6 Norge

### Ryssland
- DTV (Ryssland)

### Slovenien
- TV3 Slovenien

### Sverige
- TV3 Sverige
- TV6 Sverige
- TV8 Sverige
- TV10 (lanserades 7 september 2010)

### Ungern
- Viasat3 (Ungern)

### Betal-TV
- TV1000
- TV1000 Plus One
- TV1000 East
- TV1000 Family
- TV1000 Action
- TV1000 Balkan
- TV1000 Nordic
- TV1000 Classic
- TV1000 Russkoe Kino
- Viasat Golf
- Viasat Nature/Crime
- Viasat History
- Viasat Explorer
- Viasats Sportkanaler
- Viasat History
- Viasat Explorer
- Viasat Sport Baltikum & Ryssland
- Viasat Sport 2 med ryskt tal i Baltikum
- Viasat Sport 3 med ryskt tal i Baltikum

## Delägarskap
- CTC (Ryssland)
- Domasjnij (Ryssland)
- TV Prima (Tjeckien)
- SportN (Norge)
- TV 2 Sport (Danmark från april 2007)
- TV 2 Sport Xtra
- Diema+ (Bulgarien)
- Diema 2
- Diema Family
- Diema Extra
- MM (Bulgarien)
- M2

## Nedlagda/sålda kanaler
- TV4 – delägarskap fram till 2005
- TV6 Danmark – Blev 3+
- ZTV Danmark – Blev 3+
- ZTV Sverige (lades ner 6 september 2010)
- Sportkanalen (Sverige) – Nedlagd
- Sportskanalen (Danmark)
- Viasat Plus (Norge) – Blev ZTV
- Filmmax – Nedlagd
- TV1000 Cinema – Blev TV1000 Action
- Viasat Sport 24